# Châteauneuf-d'Entraunes
Pour les articles homonymes, voir Châteauneuf et Entraunes.
Châteauneuf-d’Entraunes est une commune française située dans le département des Alpes-Maritimes en région Provence-Alpes-Côte d'Azur.

## Géographie
Village perché, installé sur un alpage de la rive gauche de la Haute vallée du Var.
La commune est comprise dans les limites du parc national du Mercantour. La limite du parc suit le Vallon de la Barlatte qui passe par les Gorges de Saucha Négra.
Le point culminant de la commune est la Cime de Pal qui culmine à 2 818 m. Le Mont Rougnous a une altitude de 2 673 m, la Cime de l'Aspre à 2 471 m. Le niveau minimum se trouve au pont de Panier sur le Var à 872 m.

### Géologie et relief
La commune se compose de 2 949,04 hectares de forêts et milieux semi-naturels (100 %).
Espaces naturels :
- Trois espaces protégés hors Natura 2000 :

Parc national, zone cœur,
Parc national, aire d'adhésion,
Collet De Sen.
- Trois espaces protégés Natura 2000 :

Entraunes,
Le Mercantour SIC,
Le Mercantour ZPS.
- Cinq zones naturelles d'intérêt écologique, faunistique et floristique (Znieff) :

Forêt de la Fracha - Montagne de l'Estrop,
Bassin de la Haute Tinée,
Massif de Chamoussillon - Bois de la Moulière - Devens d'Estenc,
Vallon de Jalorgues - Crête du Content,
Le Var et ses principaux affluents.

### Communes limitrophes
| Entraunes              | Saint-Étienne-de-Tinée  | Saint-Étienne-de-Tinée |
| Villeneuve-d'Entraunes | Châteauneuf-d’Entraunes | Guillaumes             |
| Villeneuve-d'Entraunes | Guillaumes              | Guillaumes             |

### Climat
Pour des articles plus généraux, voir Climat de Provence-Alpes-Côte d'Azur et Climat des Alpes-Maritimes.
En 2010, le climat de la commune est de type climat de montagne, selon une étude du Centre national de la recherche scientifique s'appuyant sur une série de données couvrant la période 1971-2000. En 2020, Météo-France publie une typologie des climats de la France métropolitaine dans laquelle la commune est exposée à un climat de montagne ou de marges de montagne et est dans la région climatique  Alpes du sud, caractérisée par une pluviométrie annuelle de 850 à 1 000 mm, minimale en été. 
Pour la période 1971-2000, la température annuelle moyenne est de 9,3 °C, avec une amplitude thermique annuelle de 16,3 °C. Le cumul annuel moyen de précipitations est de 1 139 mm, avec 6 jours de précipitations en janvier et 7,1 jours en juillet. Pour la période 1991-2020, la température moyenne annuelle observée sur la station météorologique de Météo-France la plus proche, « Péone », sur la commune de Péone à 6 km à vol d'oiseau, est de 7,9 °C et le cumul annuel moyen de précipitations est de 1 013,1 mm. 
La température maximale relevée sur cette station est de 31 °C, atteinte le 28 juin 2019 ; la température minimale est de −15,5 °C, atteinte le 28 février 2018,,. 
Les paramètres climatiques de la commune ont été estimés pour le milieu du siècle (2041-2070) selon différents scénarios d'émission de gaz à effet de serre à partir des nouvelles projections climatiques de référence DRIAS-2020. Ils sont consultables sur un site dédié publié par Météo-France en novembre 2022.

## Urbanisme

### Typologie
Au 1er janvier 2024, Châteauneuf-d'Entraunes est catégorisée commune rurale à habitat très dispersé, selon la nouvelle grille communale de densité à 7 niveaux définie par l'Insee en 2022.
Elle est située hors unité urbaine et hors attraction des villes,.

### Occupation des sols
L'occupation des sols de la commune, telle qu'elle ressort de la base de données européenne d’occupation biophysique des sols Corine Land Cover (CLC), est marquée par l'importance des forêts et milieux semi-naturels (100 % en 2018), une proportion identique à celle de 1990 (100 %). La répartition détaillée en 2018 est la suivante : 
espaces ouverts, sans ou avec peu de végétation (41,7 %), milieux à végétation arbustive et/ou herbacée (36,4 %), forêts (21,9 %).
L'évolution de l’occupation des sols de la commune et de ses infrastructures peut être observée sur les différentes représentations cartographiques du territoire : la carte de Cassini (XVIIIe siècle), la carte d'état-major (1820-1866) et les cartes ou photos aériennes de l'IGN pour la période actuelle (1950 à aujourd'hui).

### Voies de communications et transports

#### Voies routières
- Routes départementales N 202 puis départementale 2202.

#### Transports en commun
Transport en Provence-Alpes-Côte d'Azur
- Le réseau Lignes d'Azur[26].
- Train des Pignes : Gare du Sud – Nice / Digne, arrêt Entrevaux à (35 km)[27].

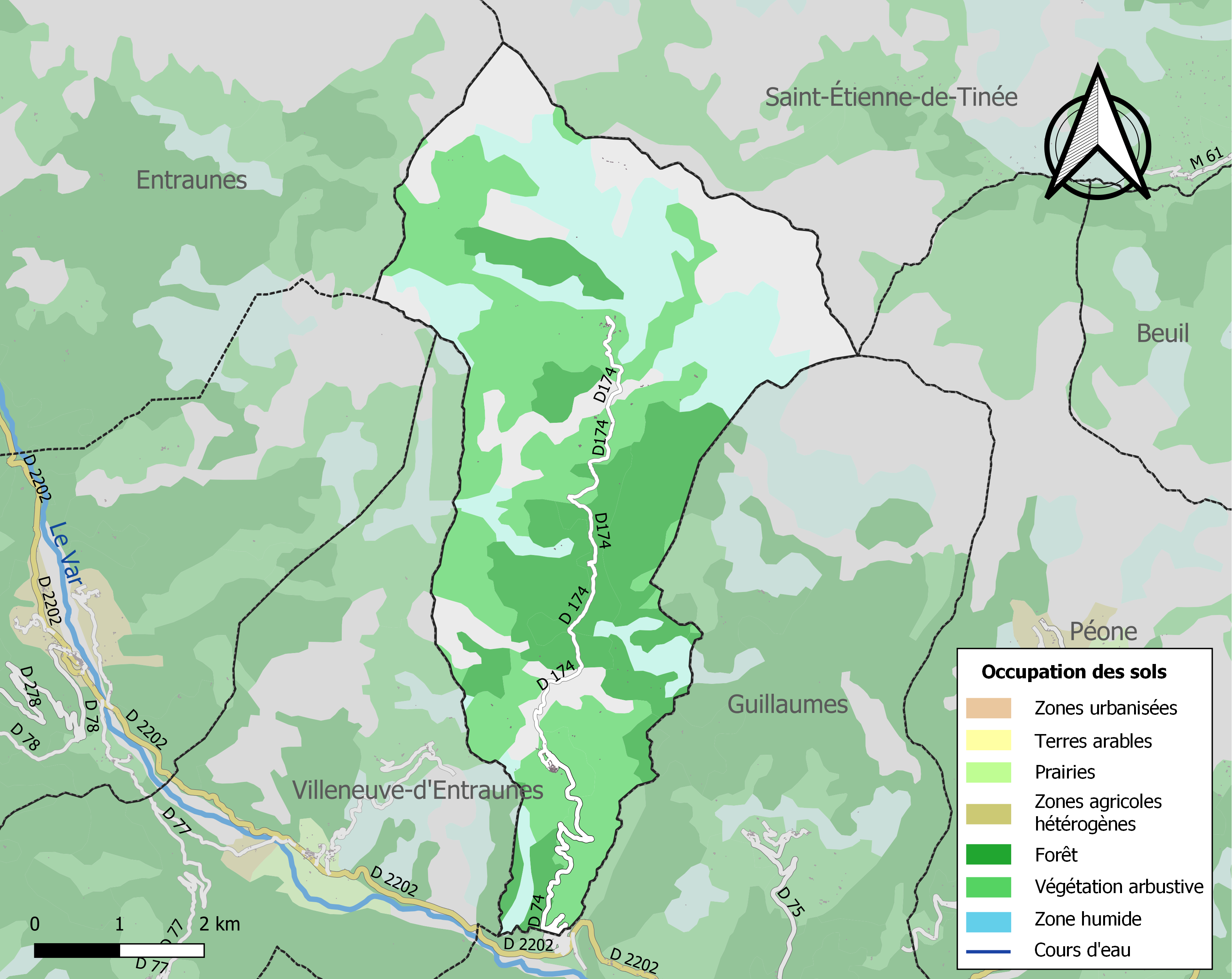
Carte de l'occupation des sols de la commune en 2018 (CLC).

## Toponymie
Peuplement et toponymie en Provence orientale et dans le pays niçois, par Marie-Louise Gourdon. Le Monde alpin et rhodanien. Revue régionale d’ethnologie. Année 1997  25-2-4 pp. 151-163.

## Histoire
Après la conquête romaine (achevée en 14 av. J.-C.), Auguste organise les Alpes en provinces. Le territoire de l’actuelle commune de Châteauneuf-d’Entraunes dépend de la province des Alpes-Maritimes et est rattaché à la civitas de Glanate (Glandèves). À la fin de l’Antiquité, le diocèse de Glandèves reprend les limites de cette civitas.
Au XIIIe siècle est mentionné le castrum de Castro Novo. Le village est géré alors par des consuls.  
Avant 1388, le Val d'Entraunes dépendait de la viguerie de Barcelonnette. Pendant six mois de l'année les routes étaient impraticables entre le Val d'Entraunes et Barcelonnette. Quand les comtes de Savoie acquirent Barcelonnette, Châteauneuf-d'Entraunes fut rattaché à la viguerie de Puget-Théniers.
La seigneurie appartient d'abord aux Glandèves puis aux Grimaldi de Beuil à la fin du XIVe siècle.
La mort de la reine Jeanne Ire ouvre une crise de succession à la tête du comté de Provence, les villes de l’Union d'Aix (1382-1387) soutenant Charles de Duras contre Louis Ier d'Anjou. Mais ce dernier, entre les mauvais souvenirs qu'il a laissé lors de sa tentative de conquête en 1368 et la confusion des premières années sur la réalité de la mort de Jeanne Ire, ne se rallie que peu de communautés. La communauté de Roure est conquise par le parti angevin au début de la guerre (avant 1385).
Annibal Grimaldi (1557-1621), comte de Beuil, a une forte volonté d'indépendance par rapport aux ducs de Savoie. Il va jouer un jeu dangereux de bascule d'alliances avec le roi de France et le roi d'Espagne. Convaincu de trahison, il est condamné à mort par le Sénat de Nice le 2 janvier 1621. Encerclé dans son château de Tourrette par une armée de 9 000 hommes, celui-ci est livré sans combat par les défenseurs. Le comte meurt étranglé par deux esclaves turcs « après avoir ouï une messe » le 9 janvier 1621.
Le village rachète alors sa liberté et le privilège sous la suzeraineté de la Couronne.
Les comtes de Beuil ne payant pas d'impôts, le duc de Savoie demanda en 1645 au village de les payer depuis 1388. Le village n'étant pas assez riche pour payer, il est alors vendu à l'abbé Collet-Papachno. Le village fit alors une transaction avec le vendeur.
Le village fut éprouvé pendant les guerres de la Ligue en 1597.
À la fin de 1792, ce sont près de 1 200 barbets qui occupent le Val d'Entraunes. Ils y font du brigandage.

## Politique et administration
| Période                                  | Période   | Identité         | Étiquette | Qualité                     |
| ---------------------------------------- | --------- | ---------------- | --------- | --------------------------- |
| Les données manquantes sont à compléter. |           |                  |           |                             |
| avant 1981                               | ?         | Louis Graille    |           |                             |
| mars 2001                                | mars 2014 | Max Ginésy       | UMP       |                             |
| mars 2014                                | En cours  | Jocelyne Baruffa | DVD       | Ancien cadre. Fonctionnaire |

Depuis le 1er janvier 2014, Châteauneuf-d'Entraunes fait partie de la communauté de communes des Alpes d'Azur. Elle était auparavant membre de la communauté de communes de Cians Var, jusqu'à la disparition de celle-ci lors de la mise en place du nouveau schéma départemental de coopération intercommunale.

### Budget et fiscalité 2023

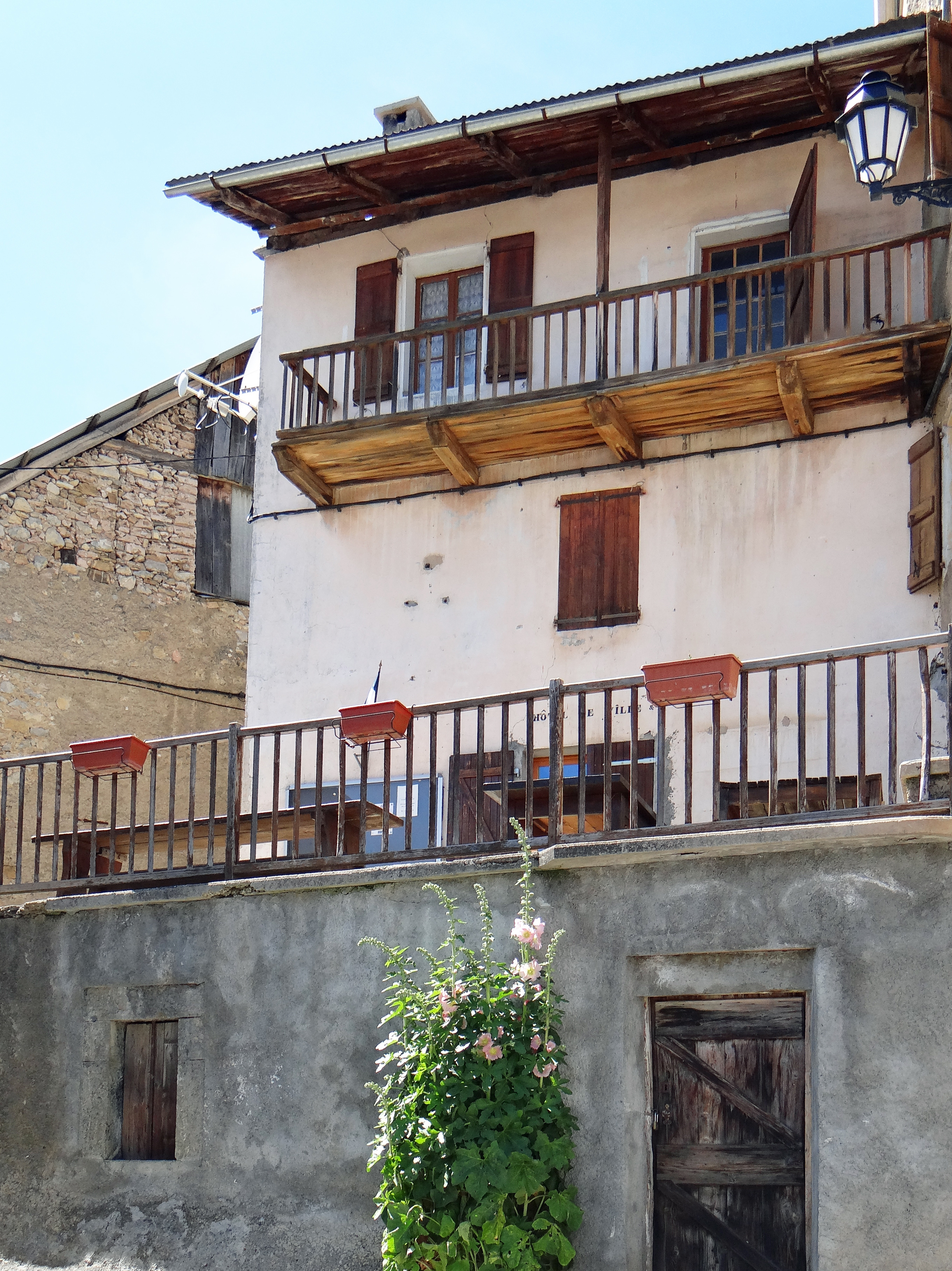
La mairie de Châteauneuf-d'Entraunes.

En 2023, le budget de la commune était constitué ainsi :
- total des produits de fonctionnement : 168 000 €, soit 2 681 € par habitant ;
- total des charges de fonctionnement : 104 000 €, soit 1 657 € par habitant ;
- total des ressources d'investissement : 120 000 €, soit 1 898 € par habitant ;
- total des emplois d'investissement : 183 000 €, soit 2 905 € par habitant ;
- endettement : 188 000 €, soit 2 989 € par habitant.

Avec les taux de fiscalité suivants :
- taxe d'habitation : 19,71 % ;
- taxe foncière sur les propriétés bâties : 23,19 % ;
- taxe foncière sur les propriétés non bâties : 23,07 % ;
- taxe additionnelle à la taxe foncière sur les propriétés non bâties : 0,00 % ;
- cotisation foncière des entreprises : 0,00 %.

Chiffres clés Revenus et pauvreté des ménages en 2021 : médiane en 2021 du revenu disponible, par unité de consommation.

## Population et société

### Démographie

#### Évolution démographique
L'évolution du nombre d'habitants est connue à travers les recensements de la population effectués dans la commune depuis 1793. Pour les communes de moins de 10 000 habitants, une enquête de recensement portant sur toute la population est réalisée tous les cinq ans, les populations de référence des années intermédiaires étant quant à elles estimées par interpolation ou extrapolation. Pour la commune, le premier recensement exhaustif entrant dans le cadre du nouveau dispositif a été réalisé en 2008.

En 2022, la commune comptait 63 habitants, en évolution de +18,87 % par rapport à 2016 (Alpes-Maritimes : +2,85 %, France hors Mayotte : +2,11 %).
| 1793 | 1800 | 1806 | 1822 | 1838 | 1848 | 1858 | 1861 | 1866 |
| ---- | ---- | ---- | ---- | ---- | ---- | ---- | ---- | ---- |
| 307  | 302  | 340  | 233  | 298  | 269  | 245  | 263  | 252  |

| 1872 | 1876 | 1881 | 1886 | 1891 | 1896 | 1901 | 1906 | 1911 |
| ---- | ---- | ---- | ---- | ---- | ---- | ---- | ---- | ---- |
| 250  | 253  | 234  | 227  | 225  | 231  | 251  | 214  | 197  |

| 1921 | 1926 | 1931 | 1936 | 1946 | 1954 | 1962 | 1968 | 1975 |
| ---- | ---- | ---- | ---- | ---- | ---- | ---- | ---- | ---- |
| 151  | 141  | 106  | 87   | 79   | 44   | 44   | 19   | 36   |

| 1982 | 1990 | 1999 | 2006 | 2008 | 2013 | 2018 | 2022 | - |
| ---- | ---- | ---- | ---- | ---- | ---- | ---- | ---- | - |
| 47   | 71   | 56   | 65   | 68   | 46   | 63   | 63   | - |

### Enseignement
Établissements d'enseignements :
- Écoles maternelles et primaires à Entraunes, Guillaumes, Saint-Étienne-de-Tinée, Entrevaux.
- Collèges à Saint-Étienne-de-Tinée.
- Lycées à Valdeblore.

### Santé
Professionnels et établissements de santé :
- médecin ;
- pharmacie ;
- hôpitaux à Puget-Théniers, Saint-Étienne-de-Tinée, Villars-sur-Var.

### Cultes
- Culte catholique, paroisse Saint-Jean-Baptiste[43], Diocèse de Nice.

## Économie

### Entreprises et commerces

#### Agriculture
- Élevage d'ovins et de caprins.
- Culture de légumes, de melons, de racines et de tubercules.

#### Tourisme
- Hébergements et restauration à Guillaumes, Valberg, Beuil, Auron.

#### Commerces
- Commerces et services de proximité[44].

## Culture locale et patrimoine

### Lieux et monuments

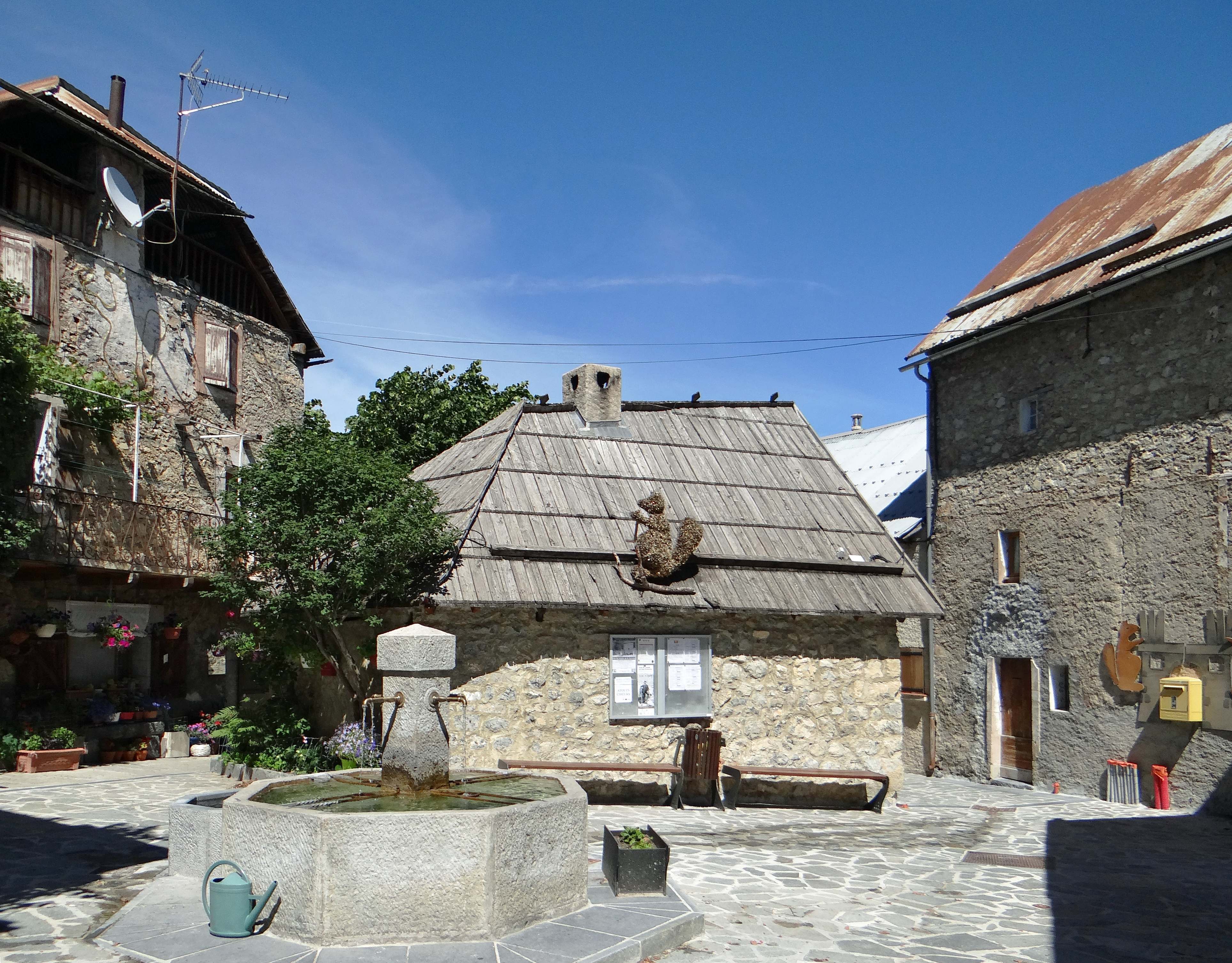
Place du village avec la fontaine et le four à pain.
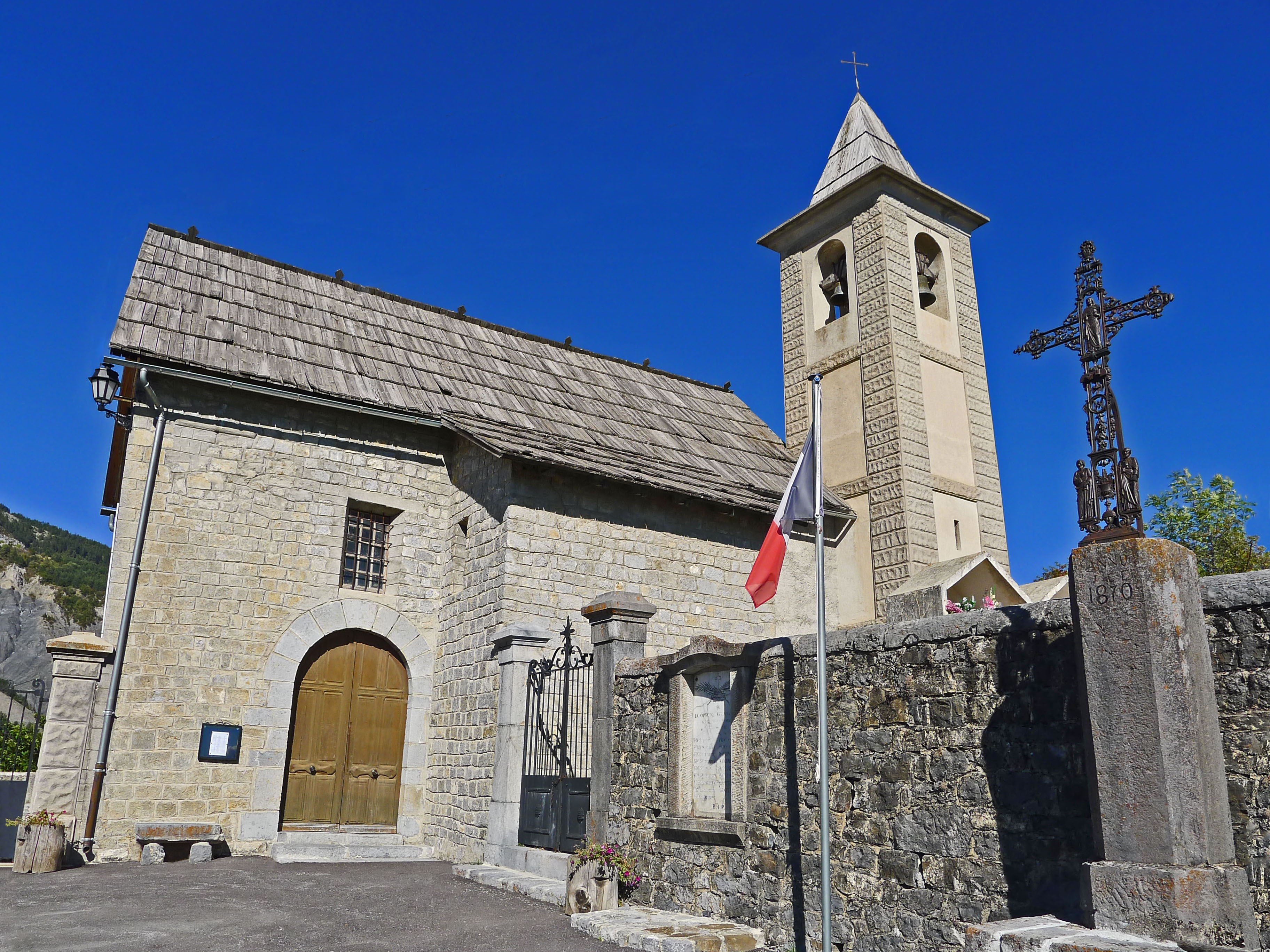
L'église Saint-Nicolas.
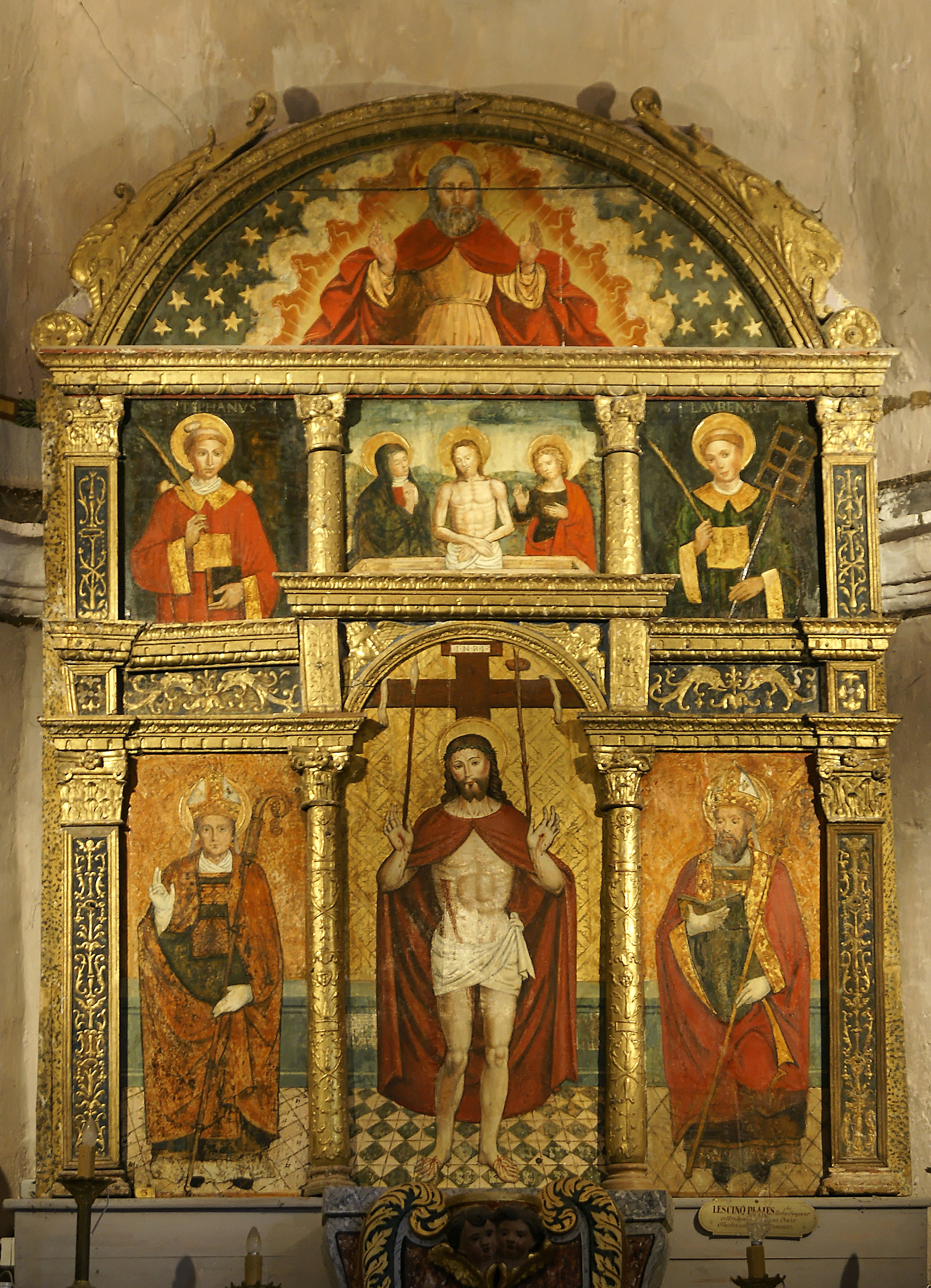
Retable du Christ aux cinq plaies.
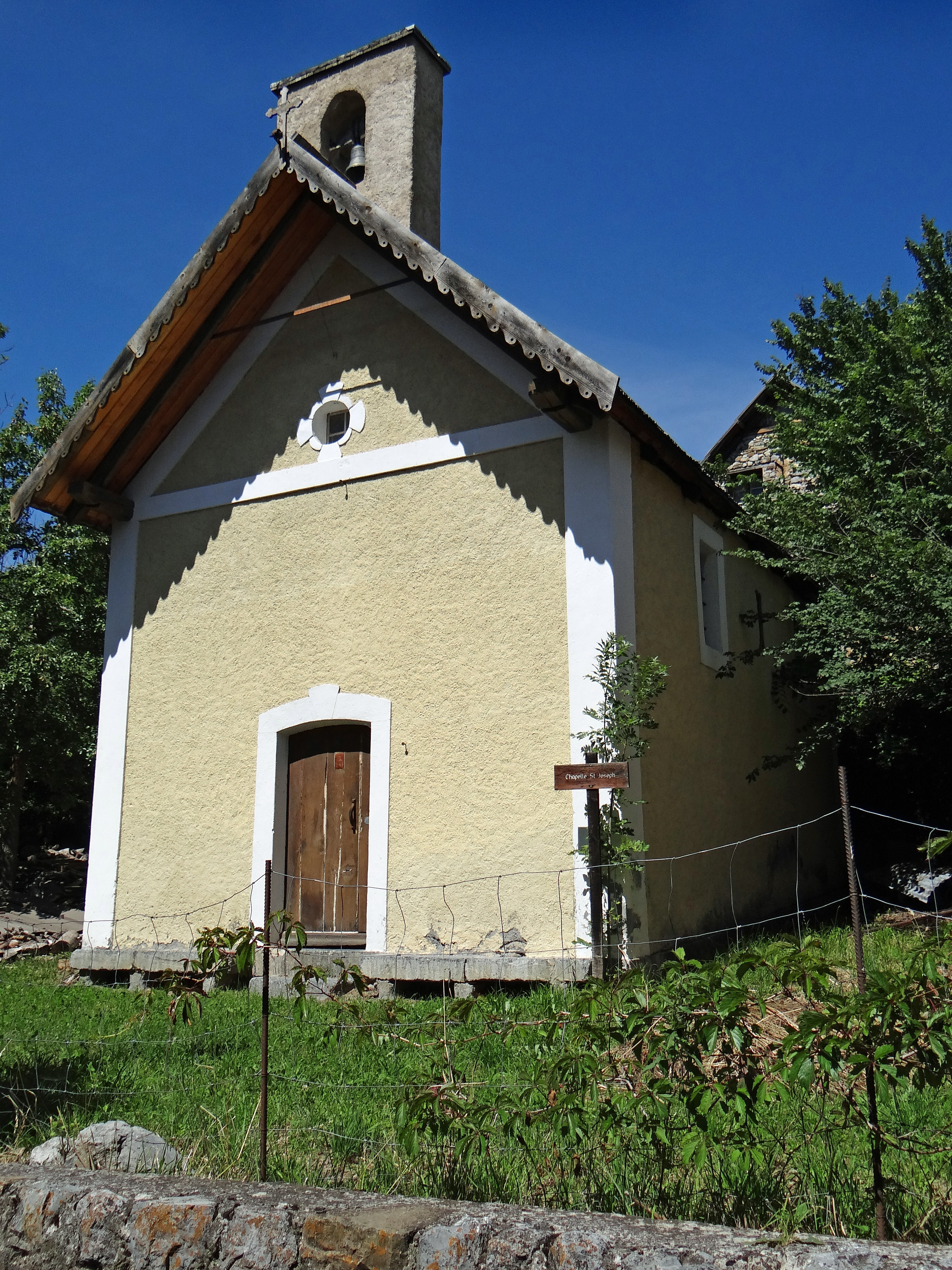
La chapelle Saint-Joseph.
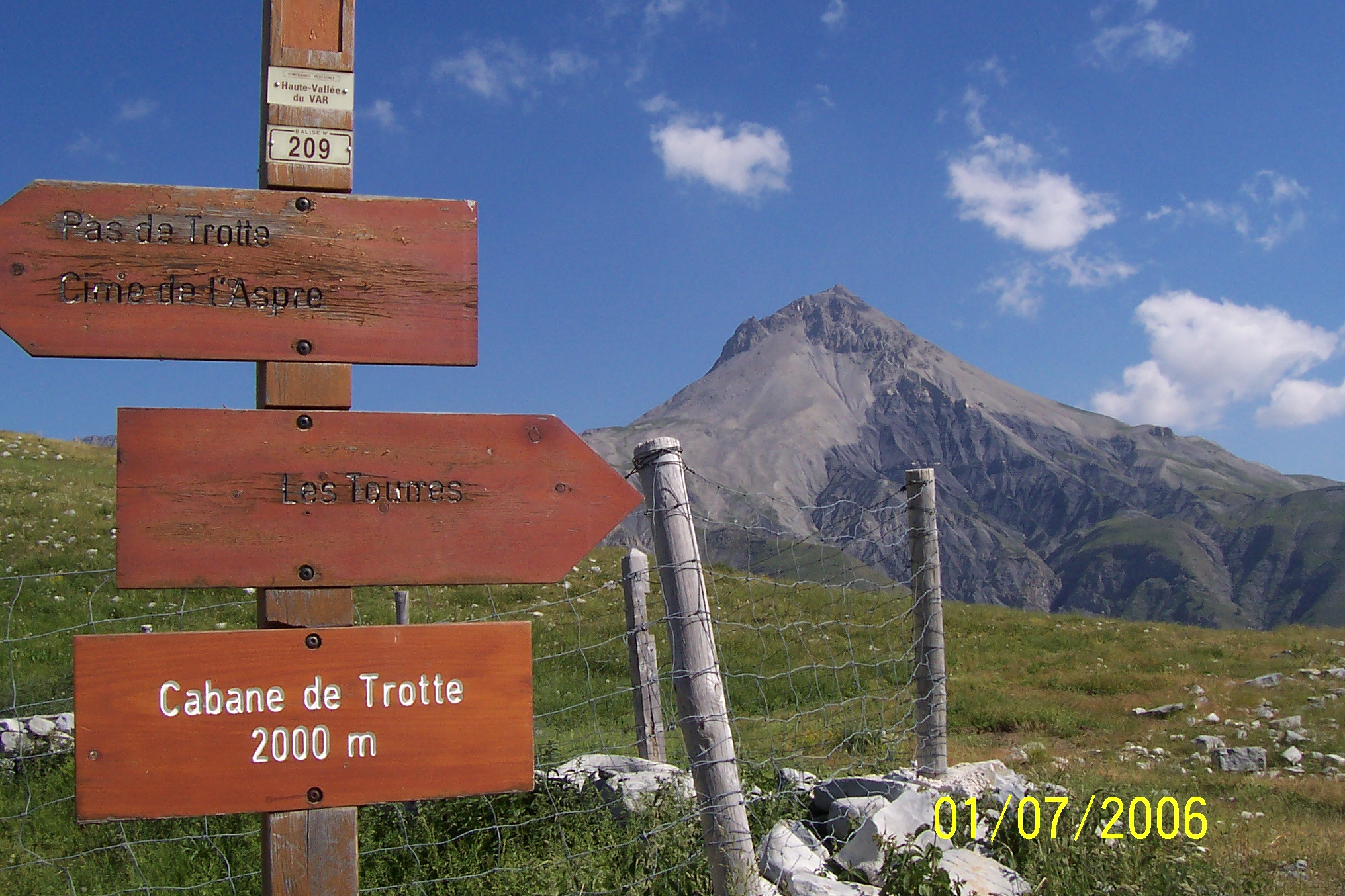
Cime de Pal à partir du chemin menant à la cime de l'Aspre.
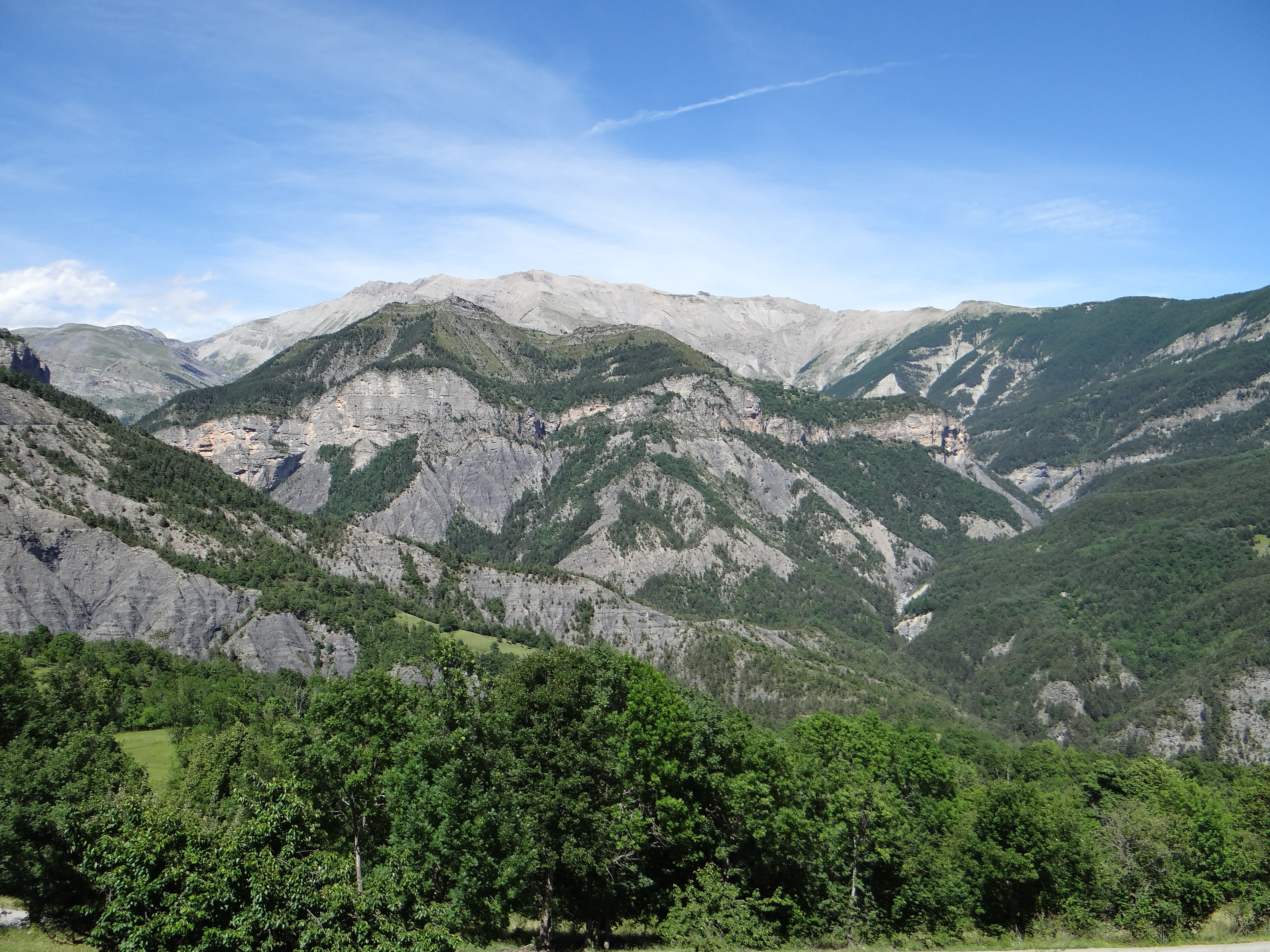
Le massif du Mercantour vu depuis le village, en premier plan les barres du Cougnet et de l'Aigle.

- L'église Saint-Nicolas avec un intérieur baroque du XVIIe siècle est située sur la motte de l'ancien château détruit après 1597. Le clocher carré a été ajouté en 1934.

- La chapelle Saint-Joseph possède des peintures naïves[75].
- Chapelle Saint-Antoine de Châteauneuf-d'Entraunes.
- Chapelle Notre-Dame des Grâces de las Palus.
- Chapelle Saint-Jean-Baptiste des Tourrès.
- Chapelle Sainte-Anne des Tourrès.
- Chapelle Saint-Bernard de la Gardivole.
- Le hameau des Tourrès, médiéval, abandonné, garde les vestiges d'un château-donjon restauré.
- Les gorges et le moulin de la Barlatte[76] : les gorges ont été une frontière avec les états de Piémont-Savoie jusqu'en 1760. Les plus anciens écrits sur le moulin datent de 1672. Il a été en activité jusqu'en 1942.

### Héraldique
| Blason de Châteauneuf-d'Entraunes | Blason  | D'argent au château d'azur posé sur un tertre de sinople mouvant de la pointe, sommé de deux écureuils affrontés de gueules tenant une ancre de marine du même. |
| Blason de Châteauneuf-d'Entraunes | Détails | Le statut officiel du blason reste à déterminer. |